# Staurodesmus triangularis
Staurodesmus triangularis  là một loài Song tinh tảo trong họ Desmidiaceae, thuộc chi Staurodesmus.